# Bruno Galindo
Bruno Galindo Ravlic (Buenos Aires, 1968) es un escritor, periodista cultural y productor y crítico musical asentado en España desde los tres años.

## Trayectoria
Desde mediados de los años 90 ha sido colaborador en las secciones de cultura de medios como El País, El Mundo y La Vanguardia, así como en publicaciones como Rolling Stone, Esquire o Rockdelux. También ha colaborado en revistas literarias como Granta en español, Eñe y Quimera. Es cofundador de la revista cultural y plataforma artística El Estado Mental.
De 1997 a 1998, Galindo trabajó como guionista del programa musical de televisión llamado “Shhhh...!” y que se emitía en Telecinco. Posteriormente, trabajó de 2002 a 2004 en Radio Círculo, dirigiendo y conduciendo el programa musical “La Noche del Dragón”. Ha trabajado también como reportero en lugares en conflicto, escribiendo artículos desde Irak, Palestina, Sáhara Occidental y Corea del Norte. Como periodista de viajes, destacan sus crónicas sobre México, Estados Unidos, Chile, Japón, Etiopía, Jamaica, Brasil, Panamá o Sudáfrica, entre otros lugares.
En 2002, y tras seis años de trabajo, Galindo publicó Vasos comunicantes, un ensayo en el que se recoge la respuesta a la pregunta ¿Cómo y para qué escribir canciones? de más de doscientos músicos de más de cuarenta países, entre los que se cuentan David Bowie, Prince, Björk, Perry Farrell, Angelo Badalamenti, Bono, Radiohead, Noel Gallagher y Elvis Costello.
Como intérprete de spoken word, como lo son Laurie Anderson, Arnaldo Antunes o Anne Clark, Galindo ha grabado varios discos y ofrecido recitales en España, Europa y América. En 2004, Galindo participó con el escritor José María Ponce y con los cantantes y compositores Carlos Ann y Enrique Bunbury en un libro-disco con dos CDs que reúne 30 poemas musicados, ilustraciones y fotografías del poeta Leopoldo María Panero (1948-2014). El proyecto se puso en marcha cuando Panero estaba todavía vivo, aunque sin contar con su colaboración, y mientas se encontraba internado en el Hospital Psiquiátrico de Tafira, en Canarias.
Aparte de su faceta periodística, también ha escrito guiones de documentales y programas especiales, y dirigido diversos proyectos en Internet. Ha trabajado en radio, teatro, cine y televisión, e imparte talleres de escritura creativa, storytelling y literatura de viajes. Como editor ha publicado la antología Doble/Duplo del artista brasileño Arnaldo Antunes además de numerosas obras de temática musical. También ha traducido el libro de hip-hop y política afroamericana Fight the power de Chuck D y Yusuf Jah.
Es autor de los podcasts La Biblioteca de Julio y Sim Sala Bim para la Fundación Juan March. Dentro del ámbito de la oralidad, trabaja como director de audiolibros para Penguin Random House y Audible.
En 2011, Galindo publicó el ensayo titulado Omega. Historia oral del álbum que unió a Enrique Morente, Lagartija Nick, Leonard Cohen y Federico García Lorca. El libro cuenta con un prólogo del músico Santiago Auserón y un epílogo con el texto inédito Los bisturís crecen con las rosas del escritor canadiense Leonard Cohen. La obra hace un recorrido por la producción del álbum Omega (1996) del cantaor Enrique Morente y el grupo de rock Lagartija Nick, y recoge las opiniones de más de cincuenta artistas que lo vivieron de cerca, como Aurora y Antonio Carbonell, Vicente Amigo, Kiko Veneno, Montero Glez, Miguel Poveda, o Jota y Eric de Los Planetas, entre otros. Este libro fue finalista de los Premios UFI que entrega la Unión Fonográfica Independiente.
En 2012, publicó su primera novela El público donde Galindo aborda "la crisis existencial de un periodista de tendencias –cuarentón, frustrado y ácrata– que se resiste a afrontar la madurez". En junio de 2021, publicó un nuevo ensayo titulado Toma de tierra donde relaciona la historia política y social de las últimas décadas, con episodios como la Transición española, la caída de Lehman Brothers, el Movimiento 15-M o el Me Too, con artistas como Lou Reed, Patti Smith, Miles Davis, Radio Futura o Rosalía, entre otros.

## Reconocimientos
En 2002, su poemario África para sociedades secretas fue galardonado con el Premio Rafael Pérez Estrada que fue elegido por un jurado compuesto por los poetas Alfonso Berrocal, José Ángel Cilleruelo, Miguel Galanes, Miguel Losada, Pablo Méndez, Juan Carlos Mestre y Ángel Rodríguez Abad. Posteriormente, en 2011, Galindo fue finalista de los premios UFI que concede la Unión Fonográfica Independiente, la asociación de profesionales de España dedicados a la edición y producción de discos, con su ensayo Omega. Historia oral del álbum que unió a Enrique Morente, Lagartija Nick, Leonard Cohen y Federico García Lorca.

## Obra
- 2002 – Lunas hienas. Poemario. Trilogía África equilátera. Vitruvio. ISBN 9788489795426.[28]
- 2002 – Vasos comunicantes: cómo y para qué hacer canciones. Entrevistas con músicos (1995-2001). Zona de Obras. Fundación Autor. ISBN 9788493160777.[29]
- 2003 – África para sociedades secretas. Poemario. Trilogía África equilátera. Vitruvio. ISBN 9788489795754.[26] Premio Rafael Pérez Estrada.[30]
- 2004 – Leopoldo María Panero. Libro-disco junto a José María Ponce, Carlos Ann y Enrique Bunbury. Moviedisco y El Europeo.
- 2007 – Diarios de Corea: Viaje a la última frontera de la guerra fría. Libro de viajes. Debate/Random House. ISBN 9788483066997.[31]
- 2009 – The Infrarealist Session. Disco con Gary Lucas.
- 2011 – Omega. Historia oral del álbum que unió a Enrique Morente, Lagartija Nick, Leonard Cohen y Federico García Lorca. Ensayo. Lengua de Trapo. ISBN 978-84-8381-102-3.[32] Finalista Premios UFI.[21]
- 2012 – El público. Novela. Lengua de Trapo. ISBN 9788483811191.[33]
- 2013 – BBS vs. El Público. Disco con Babasónicos. Crack Discos. Argentina.[34]
- 2013 – Mundo Jíbaro Numismático. Disco digital con Javier Díez Ena y participación de Arnaldo Antunes, Accidents Polipoètics, Javier Corcobado, Dick el Demasiado, Hyperpotamus y Miguel Noguera.[35]
- 2020 – Remake. Aristas Martínez ediciones. ISBN 978-84-122348-1-7.[36][37][38]
- 2021 – Toma de tierra. Libros del K.O.